# Saint-Martin-de-Boscherville
Saint-Martin-de-Boscherville település Franciaországban, Seine-Maritime megyében. Lakosainak száma 1528 fő (2022. január 1.). Saint-Martin-de-Boscherville Hénouville, Anneville-Ambourville, Bardouville, Canteleu, Montigny és Quevillon községekkel határos.

## Népesség
A település népessége az elmúlt években az alábbi módon változott:
| Lakosok száma | 1480 | 1506 | 1546 | 1521 | 1529 | 1535 | 1536 | 1541 | 1528 |
|               | 2013 | 2015 | 2016 | 2017 | 2018 | 2019 | 2020 | 2021 | 2022 |